# 紀德實業控股
紀德實業控股有限公司(當時是代號為0121.HK)，是從1973年3月27日上市的。
主要業務投資地產及股票。在1991年，被泰國正大集團收購，更名為香港富泰，之後現時為卜蜂蓮花。

## 外部連結
- 卜蜂蓮花[永久]